# فرضالي (مقاطعة دورة)
فرضالي (بالفارسية: فرضالی) هي قرية تقع في قسم ويسيان الريفي (مقاطعة دورة) في إيران. يقدر عدد سكانها بـ 60 نسمة بحسب إحصاء 2016.